# Meridiano 164 oeste
El meridiano 164 oeste de Greenwich es una línea de longitud que se extiende desde el Polo Norte atravesando el océano Ártico, América del Norte, el océano Pacífico, el océano Antártico y la Antártida hasta el Polo Sur.
El meridiano 164 oeste forma un gran círculo con el meridiano 16 este.
Comenzando en el Polo Norte y dirigiéndose hacia el Polo Sur, el meridiano 164 oeste pasa a través de:
| Coordenadas                         | País, territorio o mar | Notas                                         |
| ----------------------------------- | ---------------------- | --------------------------------------------- |
| 90°0′N 164°0′O / 90.000, -164.000   | Océano Ártico          |                                               |
| 71°44′N 164°0′O / 71.733, -164.000  | Mar de Chukotka        |                                               |
| 68°59′N 164°0′O / 68.983, -164.000  | Estados Unidos         | Alaska                                        |
| 67°32′N 164°0′O / 67.533, -164.000  | Mar de Chukotka        | Kotzebue Sound                                |
| 66°36′N 164°0′O / 66.600, -164.000  | Estados Unidos         | Alaska - Península de Seward                  |
| 64°33′N 164°0′O / 64.550, -164.000  | Mar de Bering          | Norton Sound                                  |
| 63°15′N 164°0′O / 63.250, -164.000  | Estados Unidos         | Alaska - Yukon–Kuskokwim Delta                |
| 59°49′N 164°0′O / 59.817, -164.000  | Mar de Bering          |                                               |
| 54°59′N 164°0′O / 54.983, -164.000  | Estados Unidos         | Alaska - Isla Unimak                          |
| 54°37′N 164°0′O / 54.617, -164.000  | Océano Pacífico        |                                               |
| 60°0′S 164°0′O / -60.000, -164.000  | Océano Antártico       |                                               |
| 78°15′S 164°0′O / -78.250, -164.000 | Antártida              | Dependencia Ross, reclamada por Nueva Zelanda |